# Onobrychis arnacantha
Onobrychis arnacantha är en ärtväxtart som beskrevs av Pierre Edmond Boissier. Onobrychis arnacantha ingår i släktet esparsetter, och familjen ärtväxter. Inga underarter finns listade i Catalogue of Life.